# Edward Douglass White
Edward Douglass White Jr. (Thibodaux, Luisiana; 3 de noviembre de 1845 - Washington D. C.; 19 de mayo de 1921) fue un jurista y político estadounidense, senador por ese país y noveno presidente de la Corte Suprema de los Estados Unidos. Trabajó en la Corte Suprema de Estados Unidos desde 1894 hasta 1921. Es conocido por formular el estándar de la regla de razón para la ley Antitrust.